# Newton (Geòrgia)
Newton és una població dels Estats Units a l'estat de Geòrgia. Segons el cens del 2000 tenia 851 habitants.

## Demografia
Segons el cens del 2000, Newton tenia 851 habitants, 320 habitatges, i 228 famílies. La densitat de població era de 112,9 habitants/km².
Dels 320 habitatges en un 38,1% hi vivien nens de menys de 18 anys, en un 38,1% hi vivien parelles casades, en un 28,8% dones solteres, i en un 28,8% no eren unitats familiars. En el 25,6% dels habitatges hi vivien persones soles l'11,3% de les quals corresponia a persones de 65 anys o més que vivien soles. El nombre mitjà de persones vivint en cada habitatge era de 2,66 i el nombre mitjà de persones que vivien en cada família era de 3,17.
Per edats la població es repartia de la següent manera: un 28,8% tenia menys de 18 anys, un 10,2% entre 18 i 24, un 29% entre 25 i 44, un 17,3% de 45 a 60 i un 14,7% 65 anys o més.
L'edat mediana era de 33 anys. Per cada 100 dones de 18 o més anys hi havia 78,8 homes.
La renda mediana per habitatge era de 26.563 $ i la renda mediana per família de 27.386 $. Els homes tenien una renda mediana de 30.417 $ mentre que les dones 17.885 $. La renda per capita de la població era de 13.832 $. Entorn del 27,4% de les famílies i el 28,8% de la població estaven per davall del llindar de pobresa.

## Poblacions més properes
El següent diagrama mostra les poblacions més properes.